# Xenylla brevisimilis
Xenylla brevisimilis är en urinsektsart som beskrevs av Stach 1949. Xenylla brevisimilis ingår i släktet Xenylla och familjen Hypogastruridae. Inga underarter finns listade i Catalogue of Life.